# Bouarfa (Maroc)
Pour les articles homonymes, voir Bouarfa.
 (janvier 2015).
Bouarfa ou Bouârfa (en arabe : بوعرفة; en amazighe : ⴱⵓⵄⴰⵔⴼⴰ) est une commune et ville — municipalité — du Maroc, chef-lieu de la province de Figuig, dans la région administrative de l'Oriental.

## Géographie
La ville est située à l’Est du Maroc, à 40 km de la frontière Sud du pays et à 60 km de la frontière Est, à 1150 m d'altitude, au pied du Jbel Bouârfa (1850 m).

## Histoire
Bouarfa est la « capitale » des Beni Guils qui s'étaient installés au Maroc au Moyen Âge. Sa population est arabe.

### Période moderne
Le village d'origine s'est agrandi à la suite de la découverte du manganèse à Aïn Beïda qui était riche en minerai de pyrolusite. Les Français exploitent la mine en 1913. Il connaît des moments difficile après l'indépendance à la suite de la fermeture de sa mine.
Un camp d'internement français pour "indésirables" notamment les républicains espagnols et pour les Juifs y fut créé,. En 1942, 800 prisonniers y étaient soumis au travail forcé dans des conditions cruelles. Dès l'intervention américaine de 1942 (opération Torch), ce camp fut utilisé pour les prisonniers allemands arrêtés lors de cette opération[réf. nécessaire].
L’accord diplomatique de Rabat du 28 mai 1956, qui stipule que ni la France ni le Maroc ne mèneront de politique contraire aux intérêts de l'autre partie au traité, devient rapidement inapliquable en ce qui concerne la guerre d'Algérie, l'État comme la population marocaines se sentant solidaires de leurs voisins en guerre pour l'indépendance. L'arrestation de Ben Bella provoque ainsi le massacre de Meknès (53 Européens tués du 23 au 28 octobre 1956). Proche de la frontière algérienne, la région est bien entendu au cœur des évènements et des bases militaires du FLN sont implantées dans toute la province de l'Oriental, dont une à Sidi Boubker.

## Aéroport
Bouârfa disposait d'un ancien aérodrome à usage restreint, 2 km au sud-ouest de la ville, avec une piste sommaire d'environ 1000 m de long (encore visible le long de la nouvelle piste).
En 2006 est mis en service un aéroport aux normes internationales, financé par l'ancien président des Émirats arabes unis Zayed Al Nahyane, amateur de chasse au faucon et qui entretiennent plusieurs réserves d'outarde houbara à cet effet au Maroc.
Il est situé 2 km au sud-ouest de la ville, à 1122 m d'altitude et dispose d'une piste de 3200 x 45 m (code OACI : GMFB)
L'aéroport pourrait accueillir jusqu'à 200 000 passagers par an, mais il n'y a pas pour l'instant de liaisons commerciales, malgré des demandes de MRE. Cependant le sujet reste à l'ordre du jour.